# Pardubice
Pardubice (escutarⓘ; em alemão:  Pardubitz) é a capital da região de Pardubice na República Checa. Situada na margem do Rio Elba, Pardubice está 104 km a este de Praga.

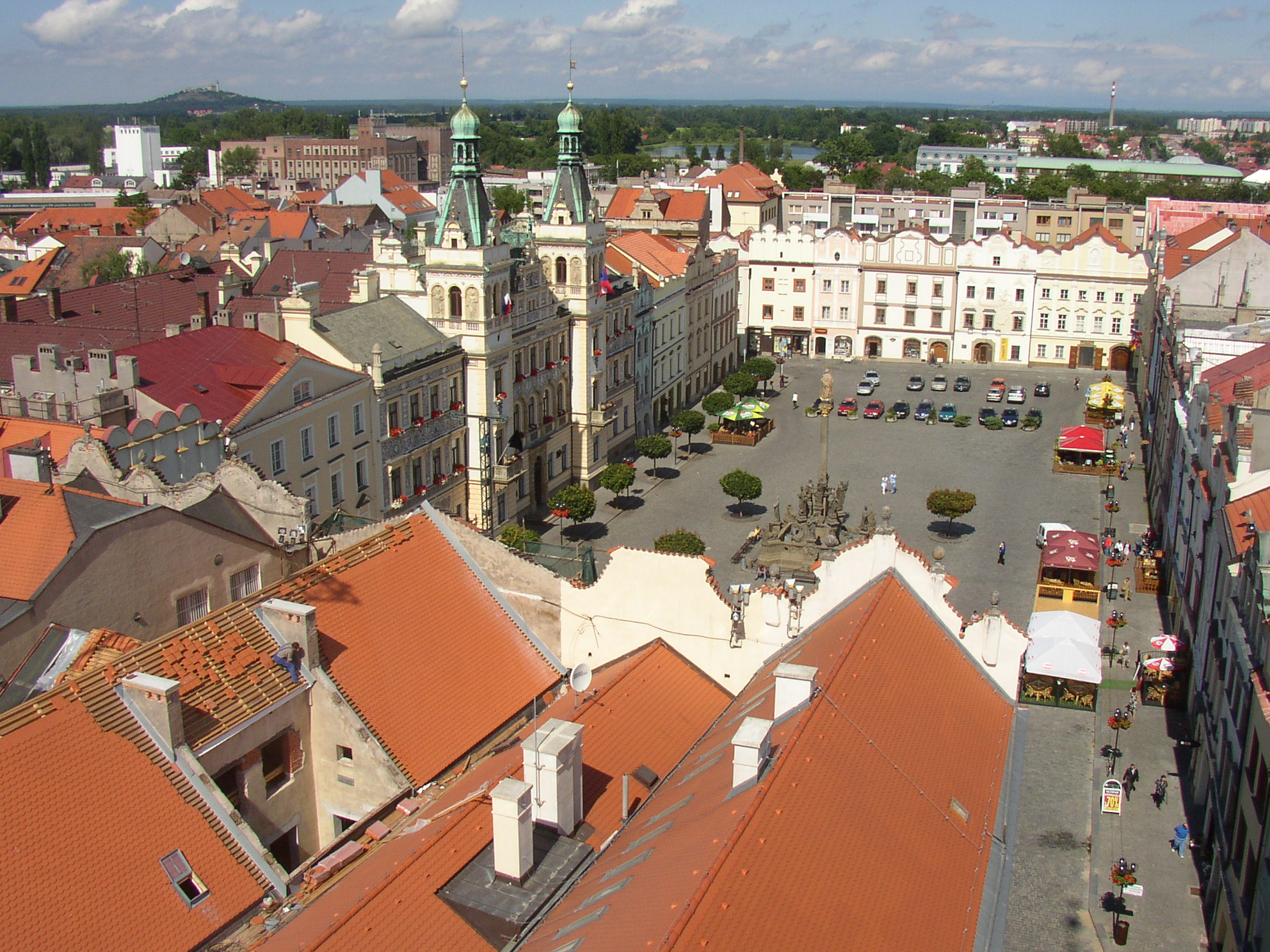
Praça principal

A cidade foi fundada em cerca de 1340 num lugar onde existia um mosteiro desde o começo do Século XVIII.

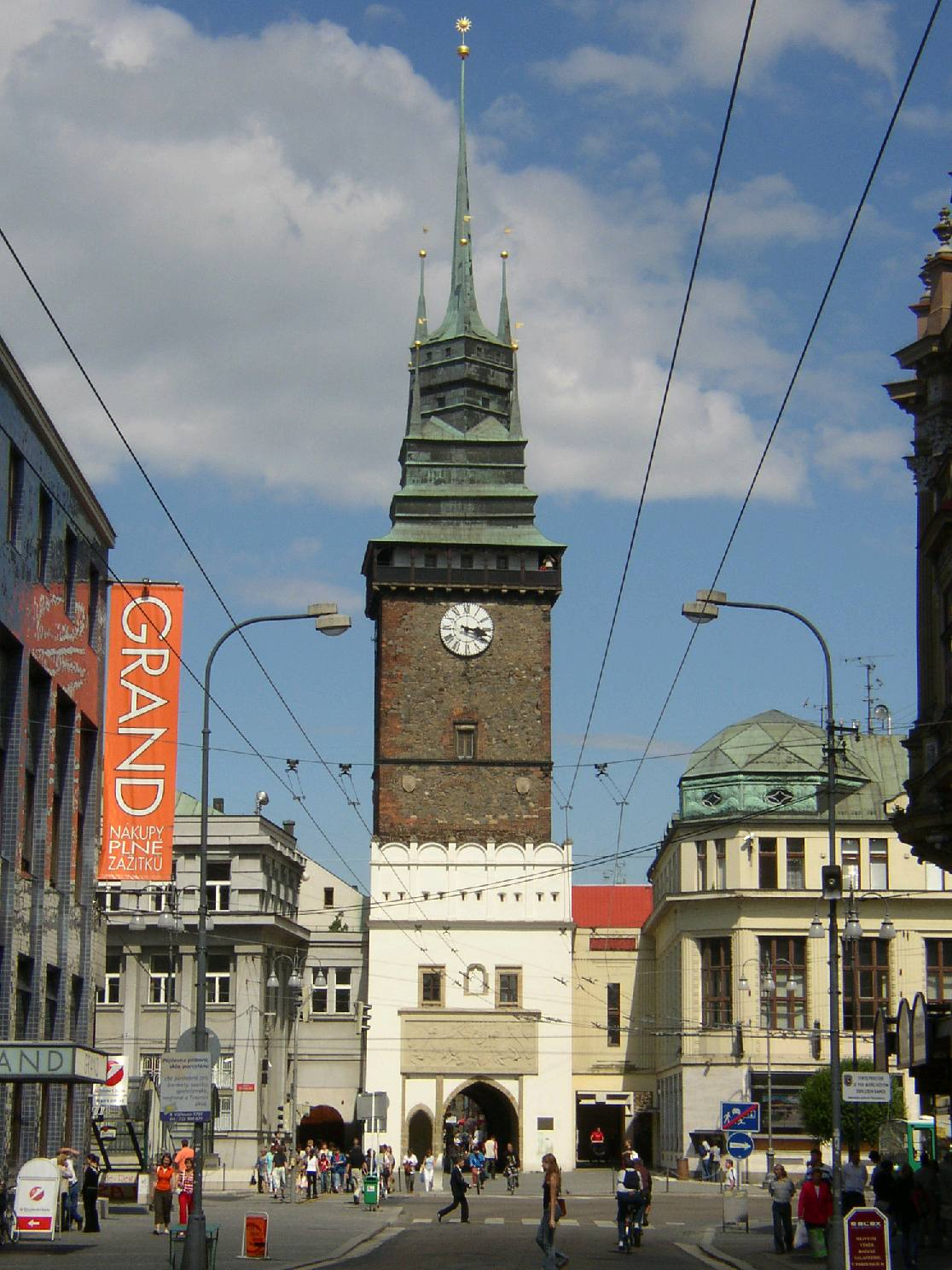
A Porta Verde

## Ligações Externas
- Página oficial
- Refinaria PARAMO Pardubice - Página oficial
- Universidade de Pardubice
- HC Pardubice
- Refinaria Paramo - Página oficial
- Pardubice - páginas de informações da cidade
- FK Pardubice